# Philip J. Currie
Philip J. Currie, AOE (Brampton, Ontario, 13 de març de 1949) és un paleontòleg canadenc i conservador de museu que va ajudar a fundar el Royal Tyrrell Museum of Palaeontology a Drumheller, Alberta, i actualment és professor de la Universitat d'Alberta a Edmonton. A la dècada dels 1980 va esdevenir director del projecte de dinosaures canadenc-xinès, la primera associació cooperativa entre Xina i l'Oest des de les expedicions al centre d'Àsia a la dècada de 1920, i va ajudar a descriure alguns dels primers dinosaures amb plomes. És un dels editors principals de la influent Encyclopedia of Dinosaurs, i és expert en teròpodes, l'origen dels ocells, i patrons de migració de dinosaures i comportament de ramat. Va ser un dels models pel paleontòleg Alant Grant a la pel·lícula Parc Juràssic.